# Arrow 3
Az Arrow 3 egy interkontinentális ballisztikus rakéták (ICBM) lelövésére kifejlesztett rakétarendszer. Az izraeli-amerikai fejlesztésű rendszer a légkörön kívül, az űrben semmisíti meg az ellenséges ballisztikus rakétákat közvetlen találattal, ütközéssel. A rendszer hatótávolsága mintegy 2400 km. Izrael mellett Azerbajdzsán rendszeresítette az Arrow 3 rendszert. Németország is az Arrow 3 rendszer beszerzését tervezi, amivel valamennyi NATO szövetségese számára is biztosítaná a rakétavédelmet.